# Exportrådet
Exportrådet, Sveriges Exportråd, var en svensk organisation med mål att göra det enklare för svenska företag att etablera sig och växa internationellt. Exportrådet ägdes gemensamt av staten och näringslivet. Staten representerades av Utrikesdepartementet och näringslivet av Sveriges Allmänna Utrikeshandelsförening. Exportrådet bildades efter riksdagsbeslut den 1 juli 1972 genom ett avtal mellan staten och Sveriges Allmänna Utrikeshandelsförening, tidigare Sveriges Allmänna Exportförening. Organisationen slogs den 1 januari 2013 samman med Invest Sweden och blev Business Sweden.
Exportrådet hade sextio kontor i mer än femtio länder och hade cirka femhundrafemtio anställda. Verksamheten i Sverige bedrevs vid huvudkontoret, beläget i World Trade Center i centrala Stockholm, och av regionala exportrådgivare i varje län. På huvudkontoret fanns en central exportservice som förmedlade marknadsinformation och exportteknisk rådgivning som svar på frågor från företag och andra intressenter. 
Utomlands var verksamheten organiserad i fem regioner: Amerika; Asien; Västeuropa och Australien/Nya Zeeland; Sydeuropa, Afrika och Mellanöstern, Central- och Östeuropa samt Subsahara. I dessa regioner arbetade Exportrådet med svenska och utländska konsulter och samarbetar nära med svenska ambassader, konsulat och handelskammare. 
I den offentliga finansieringen ingick bland annat exportinformation, handels- och exportfrämjande, och regional exportrådgivning, som man erbjöd alla företag i Sverige. Exportrådet genomförde även offentligt finansierade, riktade satsningar, mot mindre företag, strategiska branscher och särskilt intressanta tillväxtmarknader. 
VD för Exportrådet var:
- Göran Engblom (1972-1975)
- Karl Wärnberg (1975-1978)
- Carl-Eric Sjöström (1978-1984)
- Bo Hampus Israelsson (1984-1991)
- Göran Holmquist (1991-1995)
- Ulf Dinkelspiel (1995-2003)
- Ulf Berg (2003-2014)

## Stora exportpriset
Exportrådet belönade årligen företag som bland annat uppvisar god export med förtjänst och starka koncept med Stora exportpriset. Priset delas ut av den svenska kungen Carl XVI Gustaf. Priset har delats ut sedan 2005 till följande företag:
- Babybjörn (2005)
- Hästens (2006)
- Systemair (2007)
- HMS Networks (2008)
- Axis Communications (2009)
- Roxtec (2010)
- Carmel Pharma (2011)